# Солошенко Леонтій Авксентійович
Солошенко Леонтій Авксентійович (1923—1991) — український редактор, критик.

## Життєпис
Народ. 24 жовтня 1923 р. в м. Бровари в родині інженера. Навчався на філологічному факультеті Київського державного університету ім. Т. Г. Шевченка (1944), на театрознавчому та кінознавчому факультетах Київського інституту театрального мистецтва ім. І.Карпенка-Карого (1944—1945).
Працював літпрацівником у газетах: «Київська правда», «Молодь України», «Радянська Україна», завідувачем відділу кіно газети «Радянська культура».
З 1959 р. — старший редактор Головної редакції кінопрограм Українського республіканського телебачення.
Автор статей з питань кіно, сценаріїв телевізійних передач.
Був членом Спілок журналістів і кінематографістів УРСР.
Помер 22 січня 1991 р. в Києві.